# Кірш Олександр Вікторович
Олександр Вікторович Кірш (нар. 24 вересня 1961) — український політик, економіст та публіцист. Заслужений економіст України, доктор економічних наук. Професор Харківського інституту управління, член-кореспондент Академії економічних наук України та Міжнародної кадрової академії. Член партії Народний фронт.
Народний депутат України від партії Народний фронт.

## Життєпис
Народився 24 вересня 1961 року в Харкові.
1982 року закінчив Харківський інженерно-економічний інститут за фахом «Бухгалтерський облік і аналіз господарчої діяльності» (економіст).
Протягом серпня 1982 — грудня 1985 рр. працював інженером науково-дослідного сектора Харківського інженерно-економічного інституту. В грудні 1985 року поступив до аспірантури свого вишу. 1988 року захистив кандидатську дисертацію з економічних наук. Протягом листопада 1988 — жовтня 1990 рр. працює викладачем кафедри бухгалтерського обліку та фінансів Харківського інженерно-економічного інституту.
Працює на харківських підприємствах:
- протягом жовтня 1990 — травня 1991 рр. — заступник директора Центру підготовки управлінських кадрів «Лідер»;
- протягом червня 1991 — березня 1992 рр. — заступник директора регіонального центру «Харків-Новини»;
- протягом березня 1992 — березня 1993 рр. — начальник планово-економічного відділу Харківського заводу шампанських вин;
- протягом березня — листопада 1993 року — начальник відділу комплектування ТОВ «Божена ЛТД»;
- протягом листопада 1993 — січня 1994 рр. — начальник відділу економічного консультування ВКФ «Юг-ТВ»;
- протягом січня 1994 — серпня 1997 рр. — головний економіст АТ «Бізнес Інформ»;
- протягом вересня 1997 — лютого 1999 рр. — головний економіст ПП «Бізнес-Кунак»;
- протягом лютого 1999 — грудня 2002 рр. — головний редактор журналу «Бухгалтер» ПП «Бухгалтер-Сервіс».

З 1998 року — доктор філософії в економічних науках Міжнародної кадрової академії, з 1999 року — професор Харківського інституту управління, член-кореспондент Міжнародної кадрової академії, член-кореспондент Академії економічних наук України.
З січня 2003 року — консультант з економічних питань ТОВ «НПП „Фактор“».
Член Науково-консультативної ради при Вищому господарському суді України.
2005 року включений до складу Ради підприємців України при Кабінеті Міністрів України.
31 березня 2010 року введено в склад Харківського регіонального комітету з економічних реформ.
Шеф-редактор журналу «Бухгалтер». Радник голови Харківської обласної державної адміністрації з економічних питань (на громадських засадах).
Член підкомітетів з питань ПДВ та інших податків на споживання (крім акцизних зборів), з питань податку на прибуток юридичних осіб та інших податків на доходи юридичних осіб (включаючи спрощені системи оподаткування юридичних осіб), з питань оподаткування доходів фізичних осіб (включаючи спрощені системи оподаткування фізичних осіб) і обов'язкових відрахувань до солідарних фондів державного соціального забезпечення та пенсійного страхування Громадської Колегії Комітету Верховної Ради України з питань податкової та митної політики. Член Громадської колегії Державного комітету України з питань регуляторної політики та підприємництва.
Член ради Союзу бухгалтерів України, Ради Спілки підприємців Харківської області.

## Політична діяльність
Кандидат в народні депутати на виборах у Верховну Раду України у 2012, ОВО 169.
19 вересня 2012 року під час зустрічі з виборцями невідомий молодий чоловік в спортивному костюмі кинув пакет із «зеленкою» в Олександра Кірша, в результаті чого було нею залито обличчя та зіпсований одяг.
Кандидат в народні депутати на Позачергових виборах народних депутатів України 26 жовтня 2014 року, ОВО 169.26 жовтня 2014
Депутат ВР по ОВО 169.

### Парламентська діяльність
Був одним з 59 депутатів, що підписали подання, на підставі якого Конституційний суд України скасував статтю Кримінального кодексу України про незаконне збагачення, що зобов'язувала держслужбовців давати пояснення про джерела їх доходів і доходів членів їх сімей. Кримінальну відповідальність за незаконне збагачення в Україні запровадили у 2015 році. Це було однією з вимог ЄС на виконання Плану дій з візової лібералізації, а також одним із зобов'язань України перед МВФ, закріпленим меморандумом.

## Праці
Автор книг:
- Кирш А. В. Легальные экономические манёвры. — Х.: АО «Бизнес-Информ», 1995 (рос.)
- Хорошо, но мало. — Х.: Бизнес Информ, 1997 (рос.)
- Бухгалтер — слово веселое. — Х.: Фактор, 2004 (рос.)
- Рожденная революцией — Х.: Фактор, 2005 (рос.)
- На зеркало неча пенять… — Х.: Фактор, 2007 (рос.)
- Усі фішки єдиного податку — Х.: Фактор, 2018 (рос.)

Автор і учасник телевізійних передач:
- «Наложники» (рос.) (понад 150 епізодів)
- «Просто я работаю волшебником» (рос.)
- «Внештатный советник» (рос.)
- «Налоги и жизнь» (рос.)
- «О налогах от Кирша» (рос.)
- «Нотатки про податки»

## Відзнаки
- 2002 року відзначений Подякою Президента України.
- 20 січня 2006 року № 18/2006 «за вагомий особистий внесок у соціально-економічний та культурний розвиток Харківщини, вагомі трудові здобутки, високий професіоналізм та з нагоди Дня Соборності України» присвоєно звання «Заслужений економіст України»[14].

Відзначений грамотами:
- Державного комітету України з питань регуляторної політики та підприємництва (2006, 2008);
- Ради підприємців України при Кабінеті Міністрів України (2006);
- Комітету Верховної Ради України з питань податкової та митної політики (2009).